# Hiệu ứng hào quang
Hiệu ứng hào quang (tiếng Anh: Halo effect) hay còn gọi là hiệu ứng lan tỏa là một xu hướng nhận thức về những ấn tượng tích cực của một người, công ty, thương hiệu hoặc sản phẩm trong một lĩnh vực, có ảnh hưởng tích cực đến ý kiến hoặc cảm xúc của một người trong các lĩnh vực khác. Nó được coi là một loại sai lệch nhận thức và ngược lại với hiệu ứng sừng (horn effect). Một ví dụ đơn giản về hiệu ứng hào quang là khi một cá nhân nhận thấy rằng một người khác trong một bức ảnh có sức hấp dẫn, được chăm sóc chu đáo và đúng cách, giả sử, sử dụng một tinh thần heuristic, rằng người trong bức ảnh là một người tốt dựa trên các quy tắc về khái niệm xã hội của cá nhân đó. Lỗi liên tục này xảy ra trong các đánh giá phản ánh sở thích, định kiến, ý thức hệ, nguyện vọng và nhận thức xã hội của các cá nhân.

## Lịch sử
Hiệu ứng hào quang được đặt tên bởi nhà tâm lý học Edward Thorndike liên quan đến một người được coi là có hào quang. Ông đã đặt tên cho hiện tượng này trong một bài viết vào năm 1920,"Một lỗi liên tục trong xếp hạng tâm lý". Trong "Lỗi liên tục", Thorndike đã ghi chép nghiên cứu này với hy vọng giảm bớt sự thiên vị mà ông nghĩ là tồn tại trong các xếp hạng này. Các nhà nghiên cứu sau đó đã nghiên cứu nó có liên quan đến sự hấp dẫn và mang nó trên các hệ thống tư pháp và giáo dục. Thorndike ban đầu đặt ra thuật ngữ chỉ đề cập đến mọi người; tuy nhiên, việc sử dụng nó đã được mở rộng rất nhiều, đặc biệt là trong lĩnh vực tiếp thị thương hiệu.

## Xu hướng nhận thức
Xu hướng nhận thức là một mô hình trong nhận thức, giải thích hoặc phán đoán luôn dẫn đến việc cá nhân hiểu sai điều gì đó về bản thân hoặc môi trường xã hội của họ, đưa ra các lựa chọn kém hoặc hành động một cách phi lý. Hiệu ứng hào quang được phân loại là một loại thiên kiến nhận thức vì hiệu ứng hào quang là lỗi nhận thức làm sai lệch cách nhìn nhận của một người và sai lệch nhận thức là lỗi nhận thức làm sai lệch cách mọi người nhìn nhận.
Thuật ngữ "hào quang" được sử dụng tương tự với khái niệm hào quang trong tôn giáo: một vòng tròn phát sáng giống như vương miện trên đầu các vị thánh trong nhiều bức tranh thời trung cổ và Phục hưng, biểu thị vị thánh nhân nằm dưới ánh sáng của thiên đường. Người quan sát có thể bị đánh giá quá cao giá trị của quan sát bởi sự hiện diện của một chất lượng làm tăng thêm ánh sáng trên toàn bộ như một vầng hào quang. Nói cách khác, người quan sát có xu hướng bẻ cong phán đoán của họ theo một đặc điểm bằng sáng chế của người đó ("hào quang") hoặc một vài đặc điểm của anh ta, khái quát theo phán đoán của nhân vật đó (ví dụ, trong trường hợp hagiologic mang nghĩa đen là "Hoàn toàn tốt và xứng đáng").
Hiệu ứng này hoạt động theo cả hai hướng tích cực và tiêu cực (và do đó đôi khi được gọi là thiên kiến hiệu ứng sừng và hào quang). Nếu người quan sát thích một khía cạnh của một cái gì đó, họ sẽ có khuynh hướng tích cực đối với mọi thứ về nó. Nếu người quan sát không thích một khía cạnh của một cái gì đó, họ sẽ có khuynh hướng tiêu cực đối với mọi thứ về nó.

## Vai trò của sự hấp dẫn
Sức hấp dẫn của một người cũng đã được tìm thấy là có thể tạo ra hiệu ứng hào quang. Sức hấp dẫn cung cấp một khía cạnh có giá trị của hiệu ứng hào quang để xem xét vì tính chất đa diện của nó; sức hấp dẫn có thể bị ảnh hưởng bởi một số đặc điểm cụ thể. Những nhận thức về sức hấp dẫn có thể ảnh hưởng đến các đánh giá gắn liền với đặc điểm tính cách. Các thuộc tính vật lý góp phần vào nhận thức về sự hấp dẫn (ví dụ: trọng lượng cơ thể, tóc, màu mắt). Ví dụ, một người được coi là hấp dẫn vì một phần là do đặc điểm về thể chất, nhưng cũng có nhiều khả năng được coi là tốt bụng hoặc thông minh, mặc dù thực tế người này không hề có biểu hiện như vậy. Vai trò của sự hấp dẫn trong việc tạo ra hiệu ứng hào quang đã được minh họa thông qua một số nghiên cứu. Những nghiên cứu gần đây, ví dụ, đã tiết lộ rằng sự hấp dẫn có thể ảnh hưởng đến nhận thức gắn liền với thành công và tính cách trong cuộc sống. Trong nghiên cứu này, sức hấp dẫn có sự tương quan với trọng lượng, chỉ ra rằng chính sự hấp dẫn có thể bị ảnh hưởng bởi các đặc điểm cụ thể khác nhau. Bao gồm trong các biến nhân cách là sự đáng tin cậy và thân thiện.  Những người được coi là hấp dẫn hơn có nhiều khả năng được coi là đáng tin cậy hoặc thân thiện. Điều này cho thấy rằng nhận thức về sự hấp dẫn có thể ảnh hưởng đến một loạt các đặc điểm khác, hỗ trợ cho khái niệm về hiệu ứng hào quang.

### Hiệu ứng chính trị
Các quan chức đã tạo ra thứ mà The New York Times gọi là "di sản sống" được hưởng lợi từ hiệu ứng hào quang khi những thành tựu chung của họ được đánh giá sau đó.
Một nghiên cứu năm 2010  cho thấy sự hấp dẫn và sự quen thuộc là những yếu tố mạnh mẽ dự báo cho các quyết định liên quan đến người được lựa chọn đưa vào vị trí lãnh đạo. Các phán quyết được đưa ra sau khi tiếp xúc một giây với các bức ảnh cạnh nhau của hai ứng cử viên quốc hội Hoa Kỳ đã được dự đoán một cách hợp lý về kết quả bầu cử. Các nghiên cứu tương tự (Palmer & Peterson 2012) cho thấy ngay cả khi tính đến kiến thức thực tế, các ứng viên được đánh giá là có sức hấp dẫn hơn đồng thời cũng sẽ được coi là có nhiều hiểu biết nhiều hơn.

## Hiệu ứng hào quang đảo ngược
Hiệu ứng hào quang đảo ngược xảy ra khi đánh giá tích cực của một cá nhân gây ra hậu quả tiêu cực. Dermer và Thiel (1975) đã đánh giá cao những người phụ nữ có hình ảnh của những người phụ nữ rất hấp dẫn, hấp dẫn vừa phải và không hấp dẫn và đánh giá họ trên một số chiều. Giả thuyết của họ rằng sự ghen tuông sẽ đánh giá mức độ hấp dẫn vừa phải được hỗ trợ một phần. Những người được đánh giá không hấp dẫn đã không đánh giá cao những người phụ nữ hấp dẫn và nghĩ rằng họ sẽ là những bậc cha mẹ kém năng lực và có nhiều khả năng gian lận hơn. Một nghiên cứu tiếp theo với cả nam giới và phụ nữ tham gia đã ủng hộ điều này, cũng như cho thấy rằng phụ nữ hấp dẫn được kỳ vọng sẽ được tự phụ và có tình trạng kinh tế xã hội cao hơn. Eagly et al. (1991) cũng bình luận về hiện tượng này, cho thấy rằng những cá nhân hấp dẫn hơn ở mọi giới tính được kỳ vọng sẽ cao hơn về sự phù phiếm và có thể là tự cao tự đại. Các trường hợp áp dụng hiệu ứng hào quang đảo ngược bao gồm các đánh giá tiêu cực về tội phạm sử dụng sức hấp dẫn của chúng để làm lợi thế cho chúng và đánh giá một bài luận triết học thấp hơn khi được viết bởi một phụ nữ trẻ hơn một nam giới già.

## Hiệu ứng sừng
Hiệu ứng sừng (horn effect), đôi khi được gọi là hiệu ứng ma quỷ, khi nhận xét của một người quan sát bị ảnh hưởng xấu bởi sự hiện diện của một khía cạnh bất lợi của người này. Đó là một hiệu ứng mà các nhà tâm lý học gọi là "điểm mù thiên vị", Trong số đó là Hiệu ứng sừng, theo đó "các cá nhân tin rằng các đặc điểm (tiêu cực) đó có mối liên hệ với nhau". và là kết quả của một ấn tượng đầu tiên mang tính tiêu cực.
Hiện tượng này xảy ra khi mọi người cho phép một đặc điểm không mong muốn ảnh hưởng đến đánh giá của họ về các đặc điểm khác. The Guardian đã viết về hiệu ứng ma quỷ liên quan đến Hugo Chavez: "Một số nhà lãnh đạo có thể trở nên quái dị đến mức không thể đánh giá thành tích và thất bại của họ một cách cân bằng." Khi ai đó được nhìn thấy trong một ánh sáng tiêu cực, bất cứ điều gì họ làm là tiêu cực đều được minh họa, trong khi những điều tích cực họ làm không bao giờ được nhìn thấy, hoặc bị nghi ngờ.

## Hiệu ứng hào quang sau khi chết
Thông thường, tính cách của một người được cảm nhận trong một hào quang tích cực hơn sau cái chết của họ. Một ví dụ điển hình về điều này là những gì diễn ra sau khi Michael Jackson qua đời vào năm 2009. Trước cái chết của Jackson, anh ta chỉ được bỏ qua vài năm trước về những cáo buộc lạm dụng tình dục trẻ vị thành niên. Công chúng coi ông là "kẻ lạm dụng tình dục trẻ em" và "tội phạm tình dục". Tuy nhiên, sau cái chết của ông, các cuộc thảo luận liên quan đến hành vi sai trái về tình dục của ông đã lắng xuống và nhận thức của công chúng chủ yếu tập trung vào những thành công và vị thế của ông là "Ông Vua nhạc Pop".